# Xã Rockford, Quận Floyd, Iowa
Xã Rockford (tiếng Anh: Rockford Township) là một xã thuộc quận Floyd, tiểu bang Iowa, Hoa Kỳ. Năm 2010, dân số của xã này là 1.300 người.